# 킹기도라

"3대 괴수 지구 최대의 결전" 포스터에 그려진 킹기도라

킹 기도라(일본어: キングギドラ)는 고지라 시리즈에 등장하는 악역 괴수이다. 몬스터버스에서는 기도라라고 불린다.
크기는 49m~160m이고, 머리가 3개 달린 삼두룡의 모습을 하고 있다. 몸은 와이번의 모습이고, 꼬리 2개가 돋아나있다.

## 능력
시리즈에 등장하는 모든 기도라들은 공통적으로 '인력 광선'이라는 광선을 무기로 사용한다. 몬스터버스에서 더 강력하게 상향을 받았는데, 인력광선 말고도 폭풍을 일으키거나 에너지를 흡수하는 등의 여러 능력이 생겼다.

## 작중 행적
모든 시리즈에서 고질라의 적으로 등장했다. 협력한 적이 한번이라도 있는 괴수는 GMK의 모스라, 몬스터버스의 라돈(로단), 베헤모스, 스킬라, 퀸 무토, 므두셀라가 있다.
보통은 악역으로 등장하는데, 선역으로 등장했던 적은 딱 한번밖에 없다.

### 킹기도라가 등장하는 작품
- 삼대 괴수 지구 최대의 결전
- 고질라: 행성포식자
- 고질라: 킹 오브 몬스터

## 기타
데스기도라(모스라 3부작), 카이저 기도라(고질라: 파이널 워즈), 보이드 기도라(고질라: 행성포식자) 같은 파생 괴수들이 여럿 존재한다.

## 같이 보기
- 삼삼드래